# Hossam Hassan
Hossam Hassan  (n. 10 august 1966, Helwan⁠(d), Egipt) este un fotbalist egiptean retras din activitate, care a jucat pe post de atacant la echipe ca Al Ahly, Zamalek și Al Masry SC⁠(d). Pe plan internațional, are prezențe la națională pentru Egipt. După încheierea carierei, a devenit antrenor, și antrenează în prezent pe Echipa națională de fotbal a Egiptului.
Este cel mai bun marcator din istoria naționalei de fotbal a Egiptului cu 68 de goluri înscrise.